# Nossa Senhora da Tourega e Nossa Senhora de Guadalupe
Nossa Senhora da Tourega e Nossa Senhora de Guadalupe (oficialmente: União das Freguesias de Nossa Senhora da Tourega e Nossa Senhora de Guadalupe) é uma freguesia portuguesa do município de Évora, com 263,34 km² de área e 995 habitantes (censo de 2021). A sua densidade populacional é 3,8 hab./km².
A freguesia é composta de dois núcleos populacionais relevantes, as aldeias de Nossa Senhora de Guadalupe e Valverde. A maioria da população destas aldeias encontra trabalho na cidade de Évora.
Na aldeia de Valverde situa-se a Herdade da Mitra, onde a Universidade de Évora tem instalado um polo.
É também nesta união de freguesias que se situam dois dos principais monumentos megalíticos do país, a Anta Grande do Zambujeiro e o Cromeleque dos Almendres. 

## História
Foi constituída em 2013, no âmbito de uma reforma administrativa nacional, pela agregação das antigas freguesias de Nossa Senhora da Tourega e Nossa Senhora de Guadalupe e tem a sede em Nossa Senhora da Tourega.

## Demografia
A população registada nos censos foi:
| Distribuição da População por Grupos Etários | Distribuição da População por Grupos Etários | Distribuição da População por Grupos Etários | Distribuição da População por Grupos Etários | Distribuição da População por Grupos Etários | Distribuição da População por Grupos Etários |
| -------------------------------------------- | -------------------------------------------- | -------------------------------------------- | -------------------------------------------- | -------------------------------------------- | -------------------------------------------- |
| Antes da agregação                           |                                              |                                              |                                              |                                              |                                              |
| Ano                                          | 0-14 anos                                    | 15-24 anos                                   | 25-64 anos                                   | >= 65 anos                                   | Total                                        |
| 2001                                         | 170                                          | 156                                          | 675                                          | 298                                          | 1299                                         |
| 2011                                         | 165                                          | 94                                           | 613                                          | 279                                          | 1151                                         |
| Após a agregação                             |                                              |                                              |                                              |                                              |                                              |
| Ano                                          | 0-14 anos                                    | 15-24 anos                                   | 25-64 anos                                   | >= 65 anos                                   | Total                                        |
| 2021                                         | 135                                          | 103                                          | 525                                          | 232                                          | 995                                          |